# Акилов, Исахар Хаимович
Исахар Хаимович Акилов (14 июля 1914 года, Самарканд, Туркестанский край, Российская империя — 27 сентября 1988 года, Ташкент, УзССР, СССР) — советский артист, танцовщик, балетмейстер, хореограф. Народный артист Узбекской ССР (1964).

## Биография
Родился в Самарканде 14 июля 1914 года (по другим данным — 10 июля).
Воспитываясь в семье танцовщицы, с детства проявлял интерес к искусству. Вначале занимался пением, имел, по некоторым оценкам, очень хороший голос.
Творческую карьеру начал в самаркандском самодеятельном кружке «Кук куйлак», организованном балетмейстером Али Ардобусом.
В 1928—1929 годах учился в Самаркандском научно-исследовательском институте музыки и хореографии, одновременно выступая как танцовщик.
В 1929—1932 годах учился в студии при Узбекском Государственном музыкальном театре.
В 1929 году по приглашению Кари-Якубова вступил в труппу Экспериментального Музыкально-драматического театра в Самарканде в качестве актёра и танцовщика.
В 1930 году принял участие во Всесоюзной олимпиаде театров и искусства народов СССР в качестве танцовщика в составе труппы Узбекского государственного музыкального театра Наркомпроса УзССР, привезшего на олимпиаду большую концертную программу и два спектакля («Халима» и «Уртоклар»).
Работал балетмейстером труппы бухарского еврейского государственного театра при народном комиссариате просвещения Узбекской ССР.
Находясь в поисках молодых талантов по заданию театрального руководства, впервые увидел свою будущую жену Маргариту на сцене театра имени Лахути. В 1935 году Исахар и Маргарита поженились.
Какое-то время преподавал в Государственном театральном техникуме Наркомпроса УзССР им. Г.Лахути (просуществовавшем в Ташкенте с 1932 по 1939 год), являясь, в то же время, одним из первых его выпускников.
С 1935 по 1978 год был главным балетмейстером Узбекского ансамбля песни и танца (с 1956 года — ансамбль «Шодлик»).
С 1937 года работал балетмейстером в Узбекской государственной филармонии.
В годы Великой Отечественной войны участвовал в концертных фронтовых бригадах по призыву «Всё для фронта, всё для победы!».
Прошёл стажировку в Государственном академическом ансамбле народного танца под наставничеством Игоря Моисеева.
Умер 27 сентября 1988 года в Ташкенте. Похоронен на Бухарско-еврейском кладбище «Чигатай» (массив Аллон).

## Семья
Является представителем знаменитой династии Акиловых — танцоров узбекского танца.
- Мать — Давора-ханум — танцовщица женской половины дворца бухарского эмира[4].
- Жена — Маргарита Акилова (1919—2015) — танцовщица, заслуженная артистка Узбекской ССР (1959), народная артистка Узбекской ССР (1970), бухарская еврейка родом из Самарканда. Вышла замуж за Исахара и переехала вместе с мужем в Ташкент в 1935 году[12][13][14][4][15].
- Дочь — Вилоят (1937—2022) — советская и узбекская артистка, танцовщица, балетмейстер, хореограф. Народная артистка Узбекской ССР (1989)[16].
  - Правнучка (внучка Вилоят) — Лена — танцовщица, ведущая солистка ансамбля «Шалом, Ташкент!», победитель фестиваля культурных центров «Узбекистан — наш общий дом», лауреат конкурса «Израиль в музыке и танце»[17].
- Дочь — Зулейха — балетмейстер, заслуженная артистка Узбекистана, солистка Москонцерта, умерла в Израиле в 1998 году[12][14].
- Дочь — Гавхар (Галя) — специалист по хоровому дирижированию, участница танцевального ансамбля «Братья Акиловы» имени Исахара Акилова[12][14].
  - Внук — Юрий (сын Гали) — участник танцевального ансамбля «Семья Акиловых»[18].
  - Внук — Исахар (сын Гали) — участник танцевального ансамбля «Семья Акиловых»[18].
- Дочь — Лола — танцовщица, заслуженная артистка Узбекистана, создатель и участница танцевального ансамбля «Братья Акиловы» имени Исахара Акилова (ансамбль — лауреат Золотого кубка — высшей награды международного фольклорного фестиваля в Сицилии)[12][14].
  - Муж дочери Лолы — Малкиэл Акилов (до брака — Алишаев) — известный в Узбекистане и Израиле дойрист, участник танцевального ансамбля «Братья Акиловы» имени Исахара Акилова[14].
- Сын — Артур — композитор, живёт в Москве[4].

## Творческая деятельность
К восемнадцати годам освоил сложную технику танца «Чархи ду зону». Считался виртуозом его исполнения.
Первыми учителями Исахара были: Михаль Ханум Хаимова (Киргика), Ак Барак, Червон-Хон, Пошшо-Хон, Мухитдин Кари-Якубов, Тамара Ханум, по ферганским танцам — Уста Олим Комилов, по древним национальным танцам («Дакалов», «Мавриги», «Соийнома», «Уфари чиллиги», «Уфар», «Булбулча», «Арабча») — знаменитый бухарский дойрист Ак Латиф.
Первые музыкальные композиции начал создавать в пятнадцатилетнем возрасте, будучи артистом Узбекского музыкального театра.
В бухарском еврейском государственном музыкальном театре поставил сольные и групповые танцы, используя мелодии песен бухарского шашмакома, узбекских и таджикских макомов. К их числу относятся танец на восемь исполнителей «Гуну чин», на три исполнителя — «Усмония», на двух исполнителей — «Гирён козок».
Вместе с женой Маргаритой участвовал в создании всех профессиональных танцевальных коллективов Узбекской ССР Государственного ансамбля узбекского танца «Бахор», затем «Шодлик», «Гюзаль» и многих других.
В своём творчестве обращался к изображению в хореографических композициях жизни людей советской эпохи. К числу таких композиций относятся сюиты «Праздник труда», «Эпоха свободы», массовый женский танец «Привет девушкам», бухарский хороводный танец.
Поставил популярные, исполняющиеся и по сей день классические танцы «Лязги», «Бухоро юлдузи», «Севги таронаси», «Муножот».
Поставленный Исахаром Акиловым с приложением всех его знаний и умений большой бухарский танец принёс ему огромную славу.
В числе учеников Исахара Акилова: Муминов Кадыр, Шерматов Насриддин, Жаббарова Дилафруз, Ахмедова Малика, Дустмухамедова Кизлархон, Маваева Гульнора, Камилова Халима, Юсупова Клара, Миркаримова Кундуз, Измайлова Галия.

## Театральные постановки
- 1939 — балет «Шахида» (композитор Таль Ф. С.) — танцовщик, одна из главных ролей[21].
- 1939 — опера «Буран» (композиторы Мухтар Ашрафи и Сергей Василенко) — постановка хореографических сцен в Узбекском театре оперы и балета[1].
- 1942 — опера «Улугбек» (композитор Алексей Козловский) — постановка хореографических сцен в Узбекском театре оперы и балета[1].
- 1949 — опера «Гульсара» (композиторы Рейнгольд Глиэр и Талиб Садыков) — постановка хореографических сцен в Узбекском театре оперы и балета им. А. Навои[1].
- 1949 — опера «Тахир и Зухра» (композиторы Тохтасын Джалилов и Борис Бровцын) — постановка хореографических сцен в Узбекском театре оперы и балета им. А. Навои[1].
- 1958 — спектакль «Большая любовь» (по пьесе Б. Рахманова) — постановка хореографических сцен в русском театре им. Горького[22].
- 1969 — балет «Сухайль и Мехри» (композитор М. Левиев) — постановка хореографии (совместно с З. Акиловой) в Ташкентском театре[23][24].

## Отзывы, оценки, критика
По мнению Рафаэля Некталова, Исахар Акилов, будучи одним из основателей современной школы хореографии классического узбекского танца, талантливым балетмейстером, выдающимся виртуозом-танцором, имел самое прямое и непосредственное отношение к зарождению профессионального театрального искусства бухарских евреев, развитию их музыкальной культуры, воплотил, осмыслил и придал законченный классический вид бухарскому танцу, открыл миру его виртуозность, величие, красоту и блеск, оставил яркий след в памяти благодарных зрителей.
Особую роль в профессиональных творческих успехах Исахара Акилова сыграл его друг и наставник Народный артист СССР Игорь Моисеев, по мнению которого, «жемчужиной сада узбекского танца» являлся созданный Акиловым танец «Ларзон».

И. Акилов — один из основоположников узбекской хореографии, один из создателей современного сценического танца.
Это балетмейстер нового склада, сумевший приблизить народные ритмы к современности, не нарушая при этом установившихся традиций. Танцы И. Акилова отличаются самобытностью, национальным колоритом, богатством и. разнообразием форм, эмоциональностью и содержательностью.

Все это он черпает из неиссякаемого родника народного творчества.— 
Посвятив свою жизнь идеалам равенства, свободы, интернационализма, являлся пламенным патриотом своего народа, оказывал постоянные помощь и поддержку бухарско-еврейским студентам ташкентских института культуры, театрального института, консерватории. Содействовал их продвижению, профессиональному и карьерному росту, участию в записи грампластинок, на телевидении, в ансамбле «Гостелерадио», танцевальных группах.
По мнению Вилаят Акиловой, вся жизнь Исахара Акилова (как и всей династии Акиловых) была посвящена сохранению бухаро-самаркандских танцев.
Трудами Исахара и Маргариты Акиловых бывшая самодеятельная танцевальная группа, созданная из любителей танца во дворце культуры Ташкентского текстильного комбината, реорганизованная в 1955 году (с участием М. Тургунбаевой) в ансамбль «Бахор», была поднята на профессиональный уровень, что было отмечено званием лауреата и золотой медалью Международного фестиваля молодежи 1957 года в Москве, званием Государственного ансамбля народного танца Узбекистана в 1960 году, хореографической премией «Золотая туфелька» 1977 года в Венгрии. Дважды коллектив удостаивался чести выступать в Кремлёвском дворце съездов. По мнению тогдашнего министра культуры Михайлова, руководимый Акиловым ансамбль «Бахор» пользовался на фестивале 1957 года в Москве большим успехом.
И в Средней Азии и за её пределами пользовались большой популярностью созданные Исахаром и Маргаритой Акиловыми танцевальные ансамбли «Бахор» и «Шодлик».
По мнению А. Рыбника, в крови Исахара Акилова были глубокое чувство стиля, талант проникновения в безбрежный мир народной хореографии, увлечённость ею. Ему была присущи умения творить, экспериментировать, хранить и продолжать традиции, находить и раскрывать таланты.
По мнению Дурдоны Абдухакимовой, созданный Исахаром Акиловым «Танец с ляганом» обладает ярко выраженным национальным колоритом, является шедевром мужского сценического танцевального мастерства, неповторимым украшением узбекской мужской танцевальной классики, бессмертным наследием для будущих поколений.
По мнению Л. Авдеевой, именно Исахару Акилову принадлежит честь создания школы современного сценического бухарского танца, обладающего сюжетом и в массовой и сольной формах.
На состоявшихся в 1935 году в Москве первых гастролях бухарско-еврейского музыкально-драматического театра Наркомпроса УзССР танец «Чархи ду зону» в исполнении Исхара Акилова имел столь большой успех, что он был включён в состав танцевальной группы, готовившейся к поездке в Лондон на 1-й Всемирный фестиваль народного танца. Включению способствовали ашкеназские евреи, занимавшие в то время важные посты в СССР.
По мнению Насибуллиной Л. И., Исахар Акилов, создав разнообразные формы бухарского сценического танца (традиционно-классический танец «Бухоро юлдузи», сюиты «Эпоха свободы», «Праздник труда», массовый женский танец «Привет девушкам» и др.), заложил основы профессиональному сценическому бухарскому танцу.
По мнению Рахматуллаевой Д. Н., благодаря дружбе с Вижетемалой, Исахару Акилову удалось стать знатоком индийских танцев и даже поставить два индийских танца.
Будучи выдающимся пропагандистом народного танца сыграл большую роль в развитии узбекского балета.

## Награды, звания, премии
- 1939 — почётный диплом I Всесоюзного конкурса артистов эстрады в танцевальном жанре[35].
- 1942 — Заслуженный артист Узбекской ССР[2].
- 1951 — Медаль «За трудовое отличие»[36].
- 1957 — лауреат VI Московского международного фестиваля молодежи и студентов (в качестве руководителя узбекского женского танцевального коллектива «Бахор»)[1][26].
- 1959 — Орден «Знак Почёта» — за выдающиеся заслуги в развитии узбекского искусства и литературы и в связи с декадой узбекского искусства и литературы в гор. Москве[37].
- 1964 — Народный артист Узбекской ССР[38].
- 1977 — лауреат Государственной премии Узбекской ССР имени Хамзы в области литературы, искусства и архитектуры за постановку танцев «Севги таронаси», «Бухоро юлдузи», «Дил куйласин», «Сбор винограда», «Иранский», «Таджикский», «Хорезмский»[1][39][40].

## Память

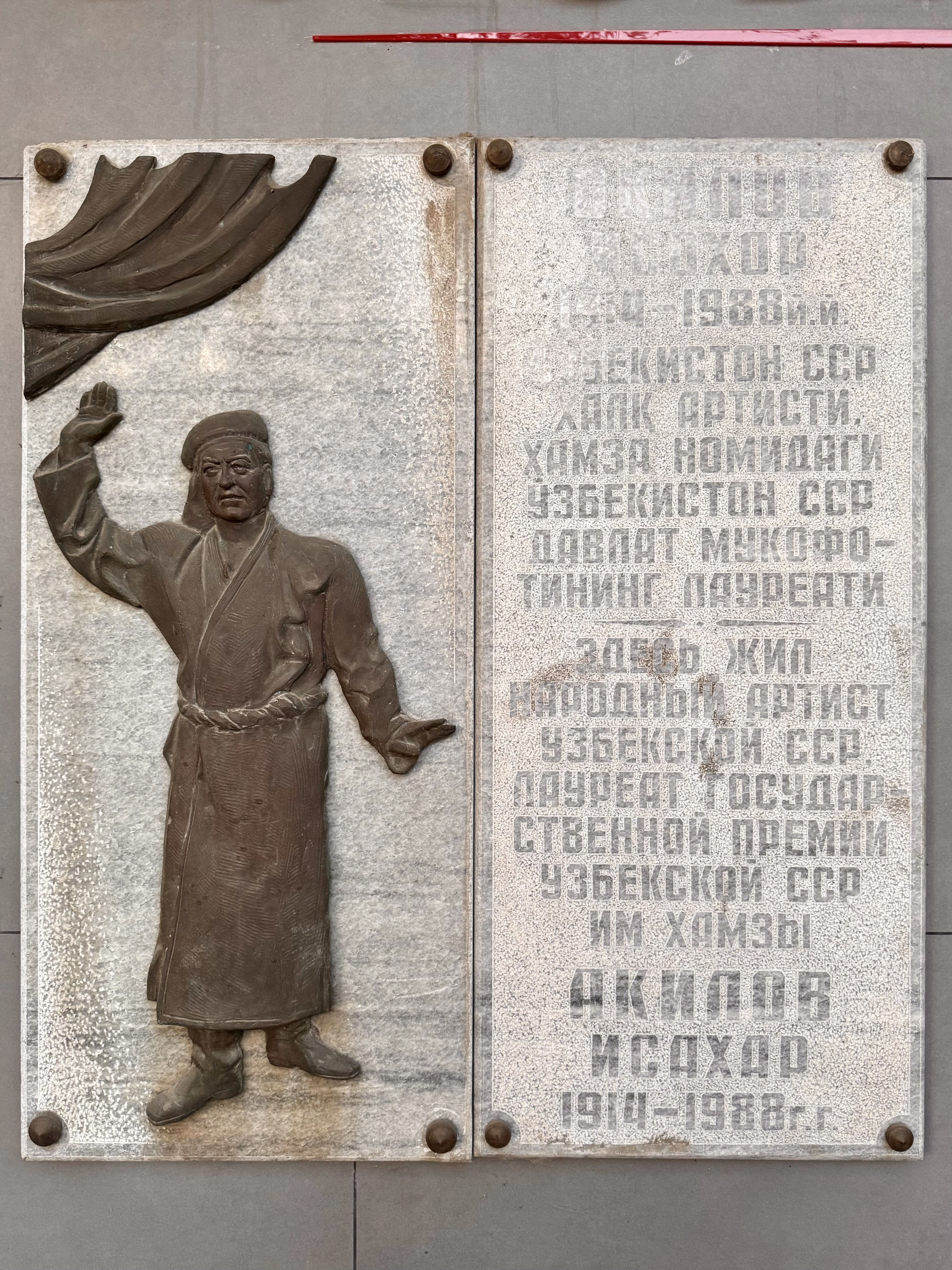
Мемориальная доска на доме в Ташкенте, где жил Исахар Акилов

- Мемориальная доска на доме в Ташкенте, где жил Исахар АкиловИменем Исахара Акилова была названа улица в Ташкенте[17][41][42]. В 2013 году решением сессии Ташкентского городского Совета народных депутатов улица была переименована в улицу Кохинур (узб. Ko‘hinur ko‘chasi)[43].
- В Ташкенте, на доме по адресу массив Буюк Ипак Йули, 11, в котором жил Исахар Акилов, установлена мемориальная доска[44].
- Имя Исахара Акилова носит танцевальный ансамбль «Братья Акиловы» в Израиле[14].

## Фильмография
- 1958 — «Очарован тобой» — балетмейстер принимавшего участие в съёмках ансамбля «Бахор».
- 1976 — «Сказание о Сиявуше» — балетмейстер (совместно с Г. Валамат-Заде)[46].
- 2021 — «Легенды узбекского танца» (музыкально-документальный фильм) — один из персонажей фильма[47].

## Дополнительное чтение
- Jalilova S. S. O’zbek raqsini O'qitish uslubiyoti : O’quv qo‘llanma bakalavriat yo’nalish bo’yicha 5111000 – kasb ta’limi (5151300 –xoreografiya) :  [узб.] / O'zbekiston davlat xoreografiya akademiyasi. — Toshkent, 2020. — 101 с.
- Saitova E. Y., Abraykulova N. E. Xoreografiya va raqs sanati asoslari :  [узб.]. — Toshkent : «Fan va texnologiya», 2015. — 128 с. — 300 экз.